# North Dakota Legislative Assembly

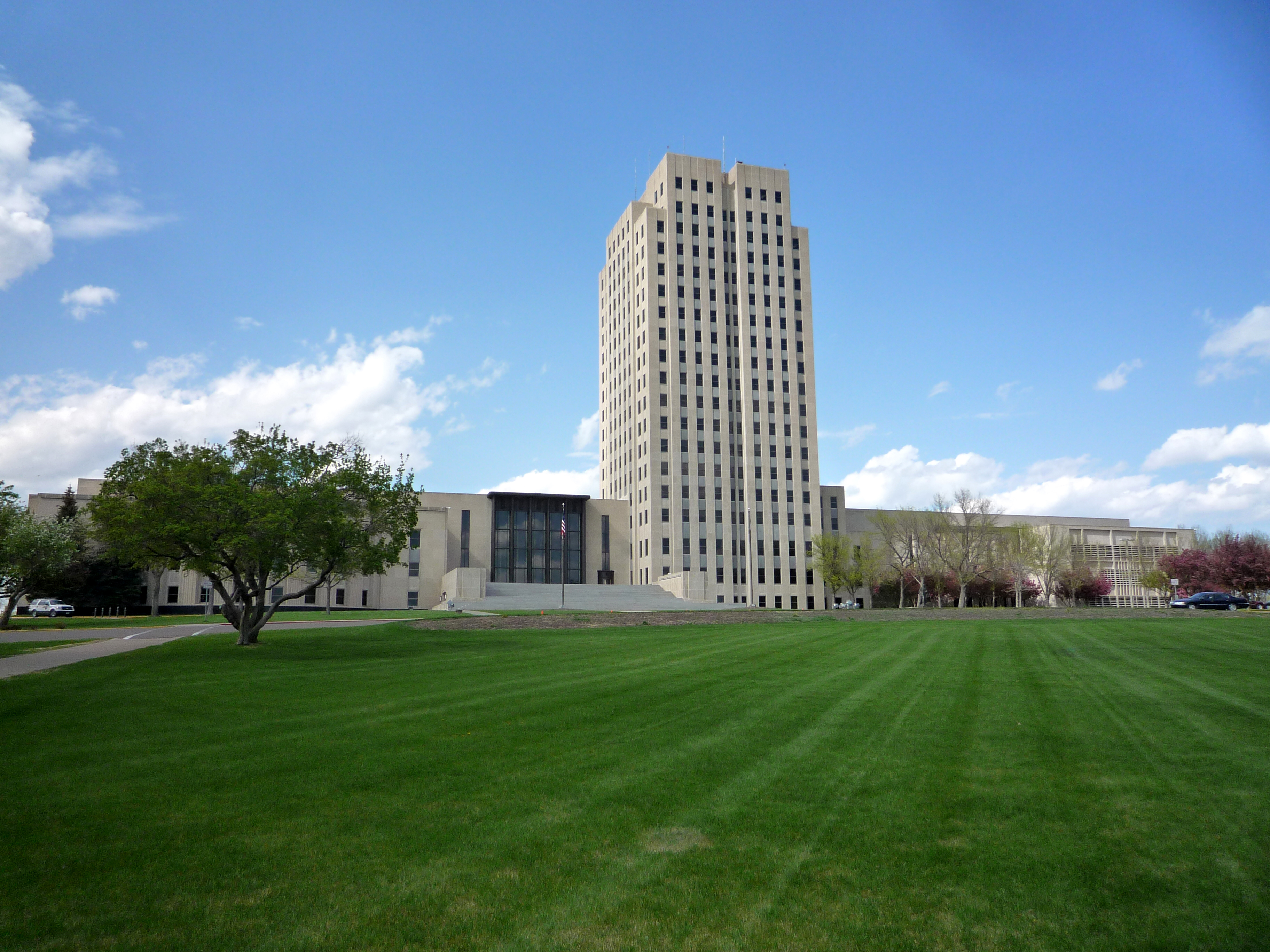
Die Legislative Assembly tagt im North Dakota State Capitol

Die North Dakota Legislative Assembly ist die State Legislature und damit die Legislative des US-Bundesstaats North Dakota und wurde durch die staatliche Verfassung 1889 geschaffen. Sie besteht aus dem Repräsentantenhaus von North Dakota, das als Unterhaus fungiert, sowie dem Senat von North Dakota als Oberhaus. Die Legislative Assembly tagt im North Dakota State Capitol in Bismarck.
Das Repräsentantenhaus besteht aus 94 Mitgliedern, der Senat aus 47. Die Abgeordneten beider Kammern werden für vier Jahre gewählt, alle zwei Jahre wird in der Hälfte der Wahlbezirke gewählt. Der Wahltag fällt mit dem des Bundeskongresses zusammen. In jedem Wahlbezirk werden ein Senator und zwei Mitglieder des Repräsentantenhauses gewählt, für letztere hat jeder Wähler daher zwei Stimmen.
Wählbar sind US-Bürger, die im entsprechenden Wahlbezirk und seit mindestens einem Jahr in North Dakota leben, und die im Wählerregister eingetragen sind.
Die National Conference of State Legislatures (NCSL) ordnet die Legislative Assembly von North Dakota als Teilzeitparlament ein. Mit einer Vergütung von 515 USD pro Monat und 186 USD pro Sitzungstag (2020) liegen die Abgeordneten im unteren Bereich der Staatsparlamentarier.